# هلی بیلی
هلی لین بیلی (انگلیسی: Halle Lynn Bailey؛ زادهٔ ۲۷ مارس ۲۰۰۰) خواننده-ترانه‌سرا و بازیگر آمریکایی است. او بیشتر به دلیل حضور در گروه موسیقی دو نفره کلوئی ایکس هلی به‌همراه خواهرش کلوئی شناخته می‌شود و با هم نامزد دریافت پنج جایزهٔ گرمی شده‌اند.
به‌عنوان بازیگر، بیلی نقشی مکمل در سیت‌کام تلویزیونی بزرگ‌شده (۲۰۱۸–۲۰۲۲) بازی کرده‌است. او در سال ۲۰۲۳ نقش اصلی آریل را در فیلم فانتزی موزیکال دیزنی تحت عنوان پری دریایی کوچولو بازی کرد.

## اوایل زندگی
هلی لین بیلی در ۲۷ مارس ۲۰۰۰ به دنیا آمد و در میبلتون، جورجیا با خواهر بزرگترش کلوئی بیلی بزرگ شد و بعداً در اواسط سال ۲۰۱۲ با هم به لس آنجلس نقل مکان کردند. خواهران از زمانی شروع به آواز خواندن کردند که کلویی با آهنگ «مری بره کوچکی داشت» در حالی که مادرشان کارهای خانه را انجام می‌داد هماهنگ شد. آنها همچنین شروع به نوشتن آهنگ‌های خود کردند و از طریق تماشای آموزش‌های یوتیوب نواختن ساز را یادگرفتند. پدر و مدیر مشترک آنها، داگ بیلی، که «به آنها آموخت که هر کاری را به تنهایی انجام دهند» در سن ۸ و ۱۰ سالگی شروع به آموزش نوشتن آهنگ به آنها کرد.

## حرفه

### ۲۰۰۶–۲۰۱۶: کار اولیه و معامله رکورد
زمانی که بیلی در جورجیا بود، نقش‌های بازیگری کوچکی را در فیلم‌هایی مانند سروصدای شاد (۲۰۱۲)، با شروع حرفه بازیگری در سن ۳ سالگی، و فیلم تلویزیونی دیزنی بگذار بدرخشد (۲۰۱۲) بازی کرد.
این دو نفر به ترتیب در سنین ۱۱ و ۱۳ سالگی یک کانال یوتیوب با کاور آهنگ «بهترین چیزی که هرگز نداشتم» از بیانسه را راه اندازی کردند. اولین ویدیوی آنها که یک ویدئوی همه‌بین شد، کاور دیگری از آهنگ‌های بیانسه به نام «دردناک است» بود. آنها اولین بار به عنوان کلوئی ایکس هالی هنگام آپلود کاور آهنگ‌های پاپ در کانال خود اجرا کردند. این دو اولین برنامه گفتگوی خود را هنگامی که در شوی الن دی‌جنرس در آوریل ۲۰۱۲ ظاهر شدند، انجام دادند.
در سال ۲۰۱۳، خواهران بیلی برنده فصل ۵ سریال چیز بزرگ بعدی رادیو دیزنی شدند، و در سپتامبر سال بعد در سریال دیزنی آستین و آلی با اجرای آهنگ «بی وقفه» ظاهر شدند.
در ماه مه ۲۰۱۵، هر دو خواهر در حال مذاکره برای امضای قرارداد با پارکوود انترتینمنت بودند، و قراردادها به دیوان عالی نیویورک ارسال شد، زیرا هر دو خواهر در آن زمان زیر سن قانونی بودند و توضیح می‌داد که آنها «حداقل ۶۰۰۰۰ دلار و پیش‌پرداخت‌هایی دریافت می‌کردند که مجموعاً تقریباً ۱ میلیون دلار می‌شد اگر حداقل ۶ آلبوم بسازند» پارکوود انترتینمنت که توسط بیانسه تأسیس شد، سرانجام در سال ۲۰۱۶ آنها را برای یک قرارداد پنج ساله امضا کرد، که به گفته ان‌پی‌آر به «اولین جانشین واقعی موسیقی» تبدیل شد، و همچنین به عنوان «اعجوبه‌های بیانسه» در نظر گرفته شد.
خواهران بیلی به همراه بیانسه، خواهران دوقلوی لیزا-کایند دیاز و نائومی دیاز، آماندلا استنبرگ و زندیا در کلیپ «آزادی» در آلبوم تصویری همنام بیانسه: لیموناد که برای اولین بار در اچ‌بی‌او در سال ۲۰۱۷ منتشر شد، حضور داشتند.

### ۲۰۱۶–اکنون: کلوئی ایکس هالی
کلوئی ایکس هالی اولین بازی حرفه ای خود را با آلبوم چندآهنگه، سمفونی قند انجام داد که تحت برچسپ پارکوود انترتینمنت در ۲۹ آوریل ۲۰۱۶ منتشر شد. این دو همچنین به عنوان افتتاحیه بخش اروپایی تور جهانی فورمیشن بیانسه که بین اواخر ژوئن و اوایل اوت ۲۰۱۶ برگزار شد، معرفی شدند.
تقریباً یک سال بعد، این دو میکس تحسین شده خود، هر دوی ما را در ۱۶ مارس ۲۰۱۷ منتشر کردند این میکس در فهرست بهترین آلبوم‌های آراندبی سال ۲۰۱۷ مجله رولینگ استون قرار گرفت. در ۲۹ دسامبر ۲۰۱۷ این دو نفر آهنگ تم سریال تلویزیونی بزرگ شده را با عنوان «رشد» منتشر کردند. هالی در فصل اول به صورت تکراری در نقش اسکایلار فورستر بازی کرد و سپس با شروع فصل دوم به سریال‌های معمولی ارتقا پیدا کرد. او در پایان فصل چهارم، زمانی که شخصیتش از دانشگاه فارغ‌التحصیل شد، سریال را ترک کرد. هر دو «بزرگ شده» و «بچه‌ها خوب هستند» به ترتیب به عنوان تک آهنگ اصلی و دوم اولین آلبوم استودیویی کلوئی ایکس هالی به نام بچه‌ها خوب هستند بودند که در اواخر فوریه ۲۰۱۸ اعلام کردند. این آلبوم با تصویری همراه بود. کلوئی ایکس هالی اولین آلبوم استودیویی خود را با نام بچه‌ها خوب هستند در ۲۳ مارس ۲۰۱۸ منتشر کرد که مورد تحسین منتقدان قرار گرفت. تک آهنگ آنها، «جنگجو»، هم در موسیقی متن فیلم چین‌خوردگی در زمان (۲۰۱۸) و هم در اولین آلبوم آنها ظاهر شد.
در ۳۱ می ۲۰۱۸، اعلام شد که آنها در کنار دی‌جی خالد، اولین بازی تور آمریکایی بیانسه و جی-زی خواهند بود. این دو نامزد دریافت دو جایزه گرمی در دسامبر ۲۰۱۸ شدند، یعنی بهترین هنرمند جدید و بهترین آلبوم شهری معاصر (برای بچه‌ها خوب هستند).
در ۳ فوریه ۲۰۱۹، اجرای کلوئی ایکس هالی از «آمریکای زیبا» در سوپر بول علاوه بر چندین نشریه خبری، توسط مربی آنها بیانسه تحسین شد. یک هفته بعد، در ۱۰ فوریه ۲۰۱۹، این دو نفر از موسیقیدان آمریکایی دانی هاتاوی با اجرای تک آهنگ سال ۱۹۷۲ خود «عشق کجاست» در شصت و یکمین مراسم جایزه گرمی تقدیر کردند.
در ۱۲ ژوئن ۲۰۲۰، این دو آلبوم دوم موردانتظار خود را با نام «ساعت بی خدا» منتشر کردند که مورد تحسین منتقدان قرار گرفت. این آلبوم با فروش ۲۴۰۰۰ واحد در رتبه ۱۶ بیلبورد ۲۰۰ قرار گرفت. «انجامش بده» همچنین اولین ورودی آنها در بیلبورد هات ۱۰۰ شد و در رتبه ۸۳ در ۲۷ ژوئن ۲۰۲۰ قرار گرفت.
کلوئی ایکس هالی سرود ملی آمریکا را در بازی آغازین فصل ۲۰۲۰ ان‌اف‌ال در سپتامبر ۲۰۲۰ اجرا کرد این دو در اکتبر ۲۰۲۰ میزبان جوایز گلامور بودند. در نوامبر ۲۰۲۰، آنها نامزدهای آلبوم سال، آهنگ سال، ویدیوی سال، بهترین اجرای رقص و جایزه ترانه‌سرای اشفورد و سیمپسون در جوایز موسیقی سول‌ترین ۲۰۲۰ را دریافت کردند. آنها همچنین نامزد بهترین آلبوم آر اند بی پیشرو، بهترین آهنگ آر اند بی و بهترین اجرای سنتی آر اند بی در و شصت و سومین مراسم جایزه گرمی شدند. آنها «دختر بچه» را در مراسم بیلبورد زنان در موسیقی ۲۰۲۰ اجرا کردند، جایی که بیانسه جایزه ستاره نوظهور را به آنها اهدا کرد.

### ۲۰۱۹–اکنون: تلاش‌های انفرادی
در ۳ جولای ۲۰۱۹، دیزنی اعلام کرد که بیلی برای نقش پرنسس آریل در بازسازی لایو اکشن فیلم پری دریایی کوچولو به کارگردانی راب مارشال انتخاب شده‌است. او همچنین موسیقی متن فیلم را ضبط و اجرا خواهد کرد. انتخاب بیلی در نقش آریل جنجال‌های کمی ایجاد کرد و برخی ادعا کردند که انتخاب یک آمریکایی آفریقایی‌تبار در نقش آریل به شخصیت اصلی بی‌وفا بوده‌است. صفحات فیس بوک و اینستاگرام اختصاص داده شده به «دفاع از آریل» در همین زمان شروع به ظهور کردند و اغلب استدلال‌های نژادپرستانه را علیه بازیگران، هلی و تصاویر کلیشه ای از زنان سیاهپوست به عنوان پری دریایی به اشتراک می‌گذاشتند. دیزنی با نامه ای سرگشاده به مردم پاسخ داد و از بازیگرانش دفاع کرد. جودی بنسون، صداپیشه اصلی آریل، نیز از انتخاب بازیگران دفاع کرد و گفت: «مهمترین چیز این است که داستان را روایت کنیم» و اینکه «روح یک شخصیت چیزی است که واقعاً مهم است».
در ۱ اکتبر ۲۰۲۱، بیلی اولین اجرای انفرادی خود را با اجرای آهنگ کلاسیک دیزنی «امشب عشق رو حس می‌کنی» در رویداد تلویزیونی «جادویی‌ترین داستان روی زمین: ۵۰ سال از دنیای والت دیزنی» انجام داد که پنجاهمین سالگرد والت دیزنی ورلد را جشن گرفت.

## هنر

### تأثیر
تأثیرات موسیقی بیلی از جاز نشات گرفته‌است و او از سنین جوانی به بیلی هالیدی گوش می‌داد. او از این خواننده به عنوان یکی از تأثیرات اصلی بر آواز خود یاد کرده‌است. او علاوه بر خوانندگی، گیتار می‌نوازد.

## زندگی شخصی

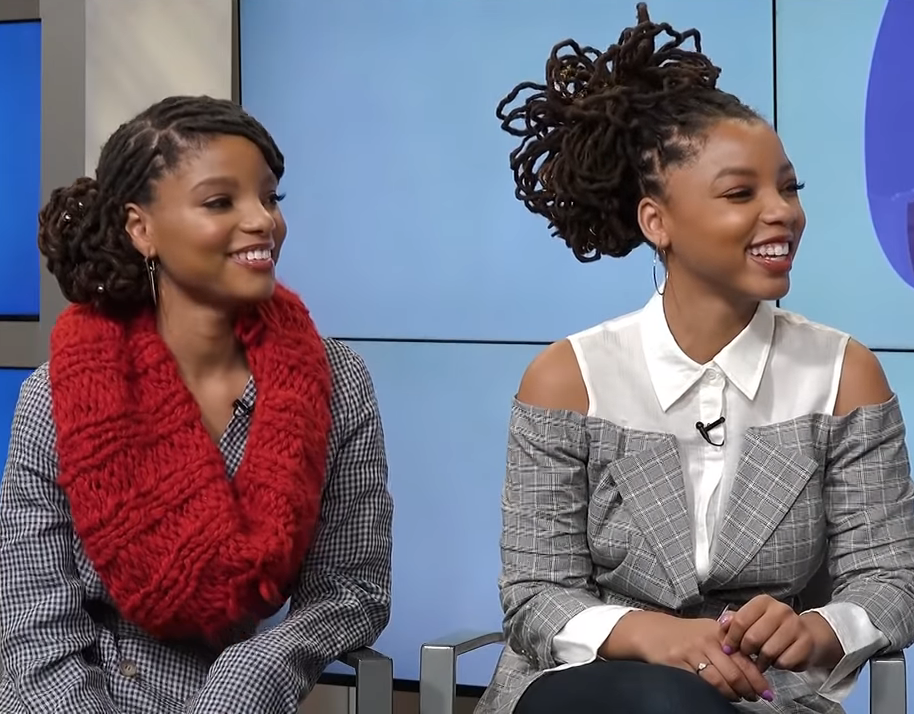
هلی بیلی و خواهرش

سرگرمی‌های او شامل شنا، دویدن و دوچرخه‌سواری و همچنین ساخت گوشواره‌های مهره‌دار و گردن‌بند است که فروش آن‌ها را در اتسی در آوریل ۲۰۲۱ آغاز کرد، و در ماه مه بعد، گربه‌ای به نام پوزیدون را به فرزندی پذیرفت. او در حال حاضر به همراه خواهرش در نورث هالیوود، لس آنجلس زندگی می‌کند.

## دیسکوگرافی

### آلبوم‌های استودیویی
- بچه‌ها خوب هستند (۲۰۱۸)
- ساعت بی خدا (۲۰۲۰)

## فیلم‌شناسی

### فیلم
| به فیلم‌هایی اشاره دارد که هنوز اکران نشده‌اند | به فیلم‌هایی اشاره دارد که هنوز اکران نشده‌اند |

| سال  | فیلم                                               | نقش         | یادداشت              | Ref.          |
| ---- | -------------------------------------------------- | ----------- | -------------------- | ------------- |
| ۲۰۰۶ | آخرین تعطیلات                                      | تینا        |                      | [ ۶۴ ]        |
| ۲۰۱۲ | بگذار بدرخشد                                       | عضو گروه کر |                      | [ ۱۰ ]        |
| ۲۰۱۶ | بیانسه: لیموناد                                    | کامئو       | بخش: مقدمه «تمام شب» | [ ۶۵ ]        |
| ۲۰۱۸ | بچه‌ها خوب هستند                                    | خودش        | فیلم کوتاه           | [ ۶۶ ]        |
| ۲۰۲۱ | چرا خورشید و ماه در آسمان زندگی می‌کنند             | آفتاب       | فیلم کوتاه           | [ ۶۷ ]        |
| ۲۰۲۱ | هالی بیلی توسط فندی معرفی می‌شود                    | خودش        | فیلم کوتاه           | [ ۶۸ ]        |
| ۲۰۲۳ | پری دریایی کوچولو                                  | آریل        |                      | [ ۶۹ ] [ ۷۰ ] |
| ۲۰۲۳ | رنگ ارغوانی                                        | نتی جوان    |                      | [ ۷۱ ]        |
| TBA  | فیلم بدون عنوان موزیکال میشل گوندری و فارل ویلیامز |             |                      |               |

### تلویزیون
| سال       | عنوان                            | نقش             | یادداشت                                     | Ref.   |
| --------- | -------------------------------- | --------------- | ------------------------------------------- | ------ |
| ۲۰۰۷      | خانه پین تایلر پری               | تیفانی          | قسمت: «چرا ما نمی‌توانیم دوست باشیم»         | [ ۷۲ ] |
| ۲۰۱۲      | شوی الن دی‌جنرس                   | خودش            | قسمت تاریخ: «9 آوریل ۲۰۱۲»                  | [ ۱۵ ] |
| ۲۰۱۳      | آستین و آلی                      | خودش            | قسمت: «هفته ماه و مربیان»                   | [ ۱۹ ] |
| ۲۰۱۸      | وحشی و بیرون                     | خودش            | قسمت: «کلویی ایکس هلی»                      | [ ۷۳ ] |
| ۲۰۱۸–۲۰۲۲ | بزرگ شده                         | اسکایلار فورستر | نقش اصلی                                    | [ ۷۴ ] |
| ۲۰۲۰      | خانواده دیزنی سینگالونگ: جلد دوم | خودش            | ویژه تلویزیون                               | [ ۷۵ ] |
| ۲۰۲۰      | نمایش کلی کلارکسون               | خودش            | قسمت تاریخ: «9 جولای ۲۰۲۰»                  | [ ۷۶ ] |
| ۲۰۲۰      | سینگالنگ تعطیلات دیزنی           | خودش            | ویژه تلویزیون                               | [ ۷۷ ] |
| ۲۰۲۱      | والت دیزنی ورلد                  | خودش            | ویژه تلویزیون؛ اجرای «امشب عشق رو حس می‌کنی» | [ ۷۸ ] |

## جوایز و نامزدی‌ها
| سال  | جایزه                        | رده                                        | کار          | نتیجه    | Ref.   |
| ---- | ---------------------------- | ------------------------------------------ | ------------ | -------- | ------ |
| ۲۰۲۰ | ان‌ای‌ای‌سی‌پی ۲۰۲۰              | بهترین بازیگر نقش مکمل زن در یک سریال کمدی | بزرگ شده     | نامزدشده | [ ۷۹ ] |
| ۲۰۲۱ | شصت و سومین مراسم جایزه گرمی | جایزه گرمی برای بهترین آهنگ آراندبی        | «انجامش بده» | نامزدشده | [ ۸۰ ] |